# ホセ・ルイス・ハイル・ソリア
ホセ・ルイス・ハイル・ソリア（José Luis Jair Soria、1971年9月12日 - ）は、メキシコのプロレスラー。ハリスコ州グアダラハラ出身。ショッカー（Shocker、メキシコ読みはショケル）、スーパー・ショッカー（Super Shocker、メキシコ読みはスペル・ショケル）のリングネームで知られる。
父は1960年代に活躍したルーベン・パト・ソリア。

## 来歴
父のルーベンやディアブロ・ベラスコのジムでルチャを学び、1992年10月16日に地元からマスクマンでデビュー。1年ほどインディー団体を転戦。
1994年、第2回CMLLトルネオ・グラン・アルタナティバでシルバー・キングのパートナーとして抜擢され優勝を果たす。
1997年5月4日、ブラック・ウォリアーを破りNWA世界ライトヘビー級王座を初栄冠。
1998年1月23日、ミステル・ニエブラと組んでドクトル・ワグナー・ジュニア、エミリオ・チャレス・ジュニア組を破りCMLL世界タッグチーム王座を奪取。
1999年、新日本プロレスのベスト・オブ・ザ・スーパージュニアに出場。同年9月に行われたCMLL66周年記念のイベントでミステル・ニエブラと組んでアトランティス、ビジャノ3号組にマスカラ・コントラ・マスカラマッチで破れて素顔になる。
2001年10月17日、ビジャノ3号を破りCMLL世界ライトヘビー級王座を奪取。
2004年1月23日、ラ・パルカ（初代）と組んでウルティモ・ゲレーロ、レイ・ブカネロ組を破りCMLL世界タッグチーム王座を再び奪取。同年5月3日にバンピーロを破りNWA世界ライトヘビー級王座を再び奪取。
2005年4月、TNAに参戦。同年5月にAAAに移籍。同年にはTNAにてクリストファー・ダニエルズの持つTNA Xディヴィジョン王座に挑戦。また2006年にはワールドXカップ2006にメキシコチームのリーダーとして出場。
2007年、CMLLに復帰。同年3月4日に後藤洋央紀の持つNWAインターナショナルジュニアヘビー級王座に挑戦も奪取に失敗。
2010年12月13日、エル・テハノ・ジュニアを破りNWA世界ヒストリックライトヘビー級王座を奪取。

## 得意技
- レイネーラ

変形バックブリーカー
- ドス・カラス・クラッチ
- ショッカーウェーブ

レイ・ミステリオ・ジュニアの619と同系の技

## 獲得タイトル
CMLL
- CMLL世界ライトヘビー級王座
- CMLL世界タッグチーム王座 : 2回

w / ミステル・ニエブラ
w / ラ・パルカ
- NWA世界ヒストリックライトヘビー級王座 : 3回

CBLG（Comisión de Box y Lucha de Guadalajara）
- オクシデンテライトヘビー級王座
- オクシデンテトリオ王座